# 爱米莉·巴尔奇

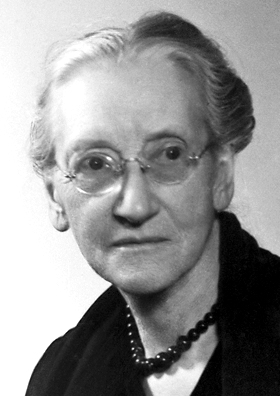
爱米莉·巴尔奇

艾米莉·格林·巴尔奇（英語：Emily Greene Balch，1867年1月8日—1961年1月9日）是一位美国学者、作家和和平主义者。曾获得诺贝尔和平奖。

## 生平
1867年生于马萨诸塞州贾梅卡普兰，父亲是律师。先于布林马尔学院学习希腊语和拉丁语，后来去巴黎研究经济问题。回波士顿后成为韦尔斯利学院经济学教授。其后直到1919年先后在芝加哥、波士顿从事定居救助之家的工作。1915年成为海牙国际妇女大会文件起草人及编纂者。1919年成为新成立的妇女争取和平和自由国际同盟秘书。1936年成为该组织名誉主席。1946年获诺贝尔和平奖。